# Осафуне Кана
Осафуне Кана (яп. 長船 加奈; нар. 16 жовтня 1989) — японська футболістка. Вона грала за збірну Японії.

## Кар'єра в збірній
Дебютувала у збірній Японії 13 січня 2010 року в поєдинку проти Данії. З 2010 по 2015 рік зіграла 15 матчів та відзначилася 2-а голами в національній збірній.

## Статистика виступів
| Збірна Японії | Збірна Японії | Збірна Японії |
| Рік           | Матчі         | Голи          |
| ------------- | ------------- | ------------- |
| 2010          | 3             | 0             |
| 2011          | 0             | 0             |
| 2012          | 1             | 0             |
| 2013          | 4             | 0             |
| 2014          | 6             | 2             |
| 2015          | 1             | 0             |
| Загалом       | 15            | 2             |